# تششمه نظامي (مقاطعة غيلانغرب)
تششمه‌نظامي (بالفارسية: چشمه‌نظامی) هي قرية تقع في كرمانشاه في إيران. يقدر عدد سكانها بـ 140 نسمة بحسب إحصاء 2016.